# Kościół katolicki obrządku bizantyjsko-białoruskiego

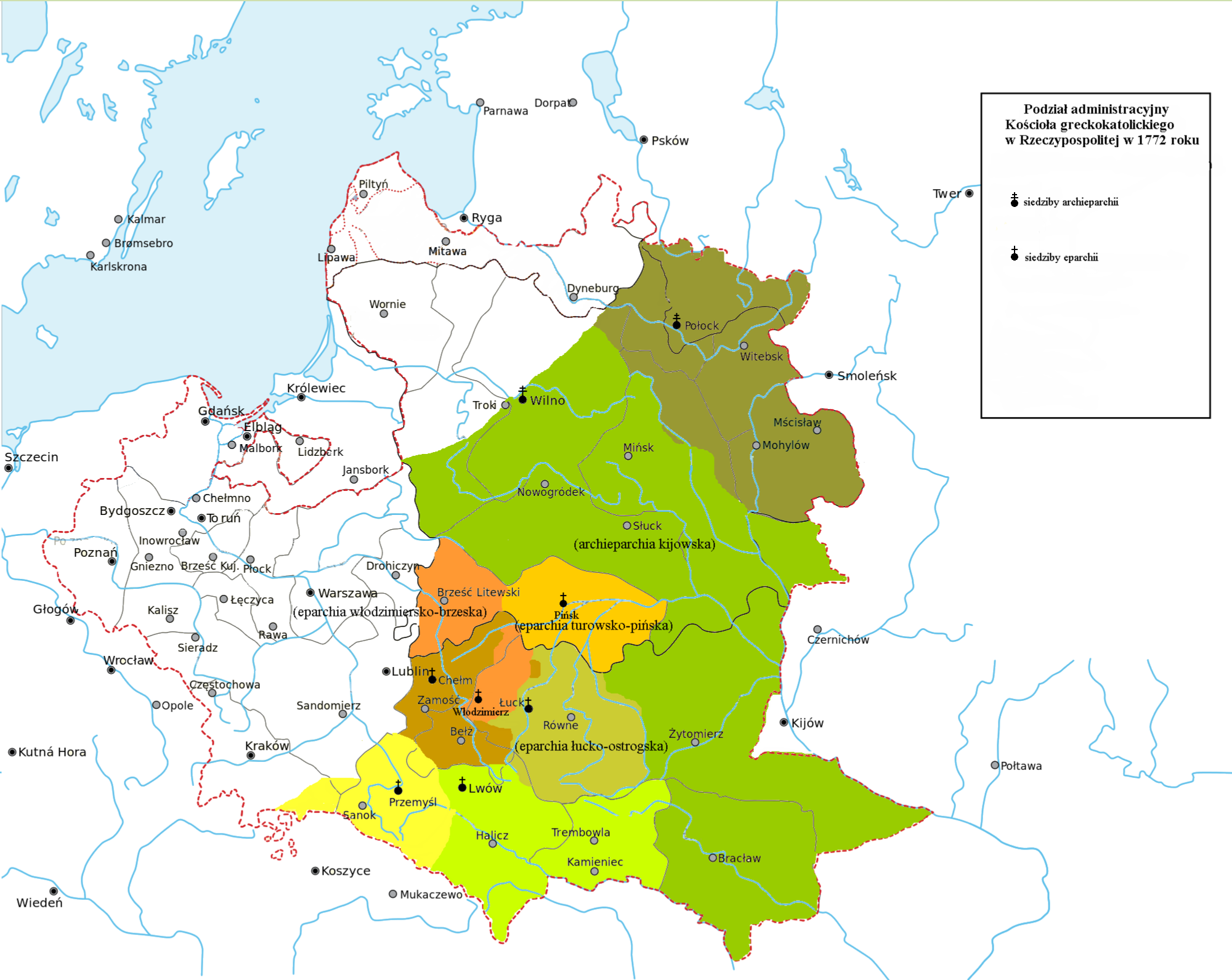
Podział administracyjny Kościoła greckokatolickiego w Polsce w 1772 roku

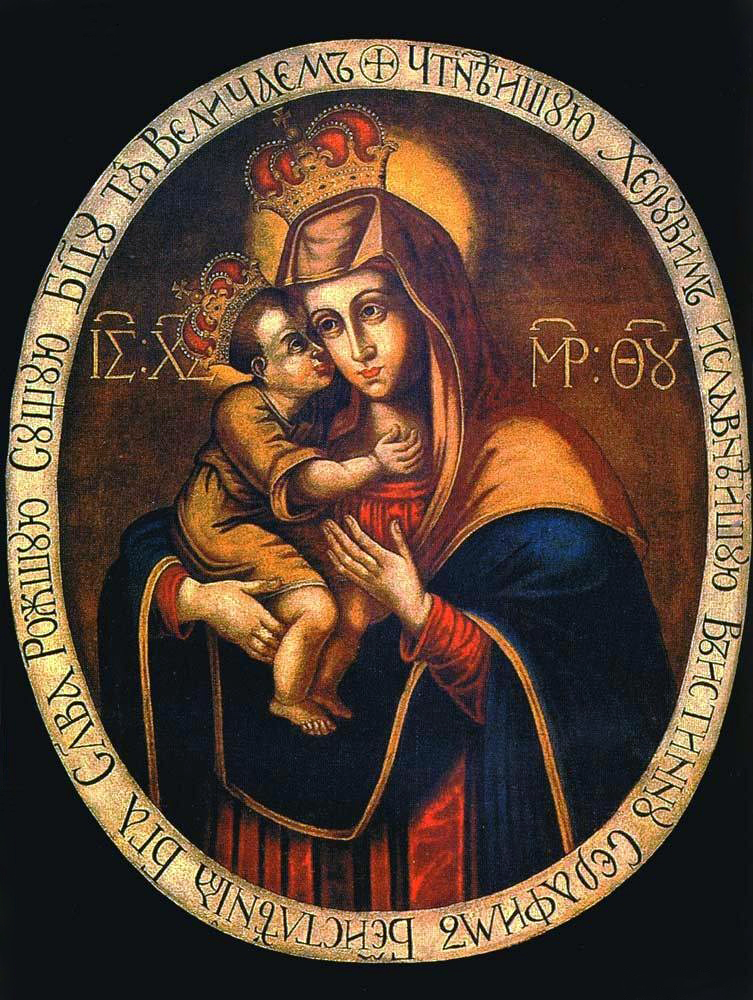
Żyrowicka Ikona Matki Bożej

Kościół katolicki obrządku bizantyjsko-białoruskiego (biał. Biełaruskaja Hreka-Katalickaja Carkva) – niewielki Kościół wschodni działający na terenie Białorusi oraz wśród emigrantów białoruskich, uznający władzę i autorytet papieża.
Od 30 marca 2023 Kościół składa się z jednej administratury apostolskiej powołanej przez papieża Franciszka, a jej pierwszym administratorem (ale bez rangi biskupa) został archimandryta Jan Sergiusz Gajek MIC, dotychczasowy wizytator apostolski.

## Nazwa
Oficjalną nazwą Kościoła, używaną przez Stolicę Apostolską jest Kościół katolicki obrządku bizantyjsko-białoruskiego, przez wyznawców nazywany jest również Białoruską Cerkwią greckokatolicką, Bizantyjskim Kościołem katolickim na Białorusi, Greckokatolicką cerkwią na Białorusi lub Białoruskim Kościołem katolickim. Zwyczajowo jest nazywany Kościołem unickim bądź greckokatolickim. Określenie Kościół bizantyjsko-białoruski bywa mylące, bowiem tak określa się czasem białoruską część Rosyjskiego Kościoła Prawosławnego.

## Historia
Chrześcijaństwo na obecnych terenach zajmowanych przez państwo Białoruś zaczęło utrwalać się w X wieku. W jego rozpowszechnieniu pomagało położenie ziem ruskich, przez które wiódł ważny szlak handlowy od Morza Czarnego do Morza Bałtyckiego. Było to chrześcijaństwo wschodnie pochodzące z Bułgarii, skąd przybyli na Ruś Białą pierwsi misjonarze i prawdopodobnie pierwszy biskup. Centrum życia kościelnego, pod którego podlegały te ziemie, był wówczas Kijów. Oficjalną datą chrztu Rusi jest rok 988, kiedy to przyjął chrzest książę Włodzimierz I Wielki i mieszkańcy Kijowa.
W XVI wieku część Kościoła prawosławnego w Rzeczypospolitej dążyła do pojednania z Rzymem, decydując się przystąpić do unii brzeskiej w 1596 roku. W ten sposób powstał Kościół unicki w Rzeczypospolitej. Po rozbiorach Polski w XVIII wieku doszło do różnych konfliktów, politycznych i religijnych podziałów, które osłabiły unię. Unici byli często przez rosyjskiego zaborcę prześladowani i deportowani. Dopiero w 1905 roku car Mikołaj II Romanow wydał dekret tolerancyjny, po którym do katolicyzmu przyznało się około 230 tysięcy Rusinów. Nie posiadając katolickich wspólnot rytu bizantyjskiego Białorusini przystępowali do wspólnot obrządku łacińskiego, chociaż w wielu sprawach pozostawali wierni tradycji swojego pierwotnego obrządku.
Pomiędzy I a II wojną światową część Białorusinów zaczęło na nowo organizować Kościół greckokatolicki. W 1931 roku papież wyznaczył swojego wizytatora apostolskiego dla Białorusinów grekokatolików na terenie Polski w osobie biskupa Mikołaja Czarneckiego, zmarłego w 1956 roku.
Sytuacja unitów uległa ponownie skrajnemu pogorszeniu z chwilą zakończenia II wojny światowej i ponownego przyłączenia Białorusi w jej znacznie powiększonych granicach do Związku Socjalistycznych Republik Radzieckich.
W 1939 roku biskup Mikołaj Czarnecki został wyznaczony przez metropolitę Andrzeja Szeptyckiego dla czasowego wykonywania obowiązków egzarchy Kościoła greckokatolickiego na Białorusi. 1940 roku Antoni Niemancewicz SJ został mianowany przez arcybiskupa Szeptyckiego egzarchą Białoruskiego Kościoła Greckokatolickiego.
W 1942 roku Antoni Niemancewicz został aresztowany przez Niemców. Zmarł 6 stycznia 1943 roku śmiercią męczeńską w szpitalu więziennym Sicherheitsdienst w Mińsku.
W latach prześladowań wielu białoruskich unickich katolików uciekło z kraju za granicę, zwłaszcza do takich państw jak Francja, Belgia, Wielka Brytania, czy Stany Zjednoczone. Utworzyli parafie w takich miejscach jak Londyn, Paryż, Louvain, Goslar oraz Chicago. W 1960 roku papież Jan XXIII ustanowił pierwszego biskupa dla białoruskich katolików, który miał zająć się organizacją tej wspólnoty, a który na swoją siedzibę wybrał Londyn.

## Organizacja
W dniu dzisiejszym w Kościele greckokatolickim na Białorusi działa głównie młodzież i inteligencja. Szacuje się, że na Białorusi żyje od 15 tys. do 100 tys. grekokatolików. Najbardziej realistyczną wydaje się liczba ok. 40 tys. Opieką duszpasterską objętych jest obecnie zaledwie kilka tysięcy wiernych.
Urzędowy rocznik Stolicy Apostolskiej – Annuario Pontificio – odnotowuje jego status kanoniczny jako Kościoła sui iuris. Podlega on bezpośrednio watykańskiej dykasterii o nazwie Dykasteria ds. Kościołów Wschodnich, którą reprezentuje administrator apostolski dla grekokatolików Białorusi – archimandryta Jan Sergiusz Gajek. Administratura apostolska działa jako centrum duszpasterskiej koordynacji.
Władze państwowe uznają istnienie administratury, ale rejestrację jurydyczną w Państwowym Komitecie ds. Religii i Narodowości posiadają jedynie poszczególne parafie.
Liturgię w parafiach greckokatolickich odprawia się w języku białoruskim, w rycie bizantyjskim, wg kalendarza gregoriańskiego.
Obecnie na Białorusi funkcjonuje 16 zarejestrowanych parafii greckokatolickich podzielonych na dwa dekanaty: centralno-zachodni z siedzibą w Mińsku oraz wschodni z siedzibą w Połocku. Wiele parafii czeka na rejestrację państwową. W parafiach pracuje duszpastersko 16 prezbiterów oraz 3 diakonów. Są wśród nich mnisi redemptoryści i studyci. Do stanu kapłańskiego przygotowuje się kilku kleryków w Drohiczynie, Rzymie oraz we Lwowie na Ukrainie w zakonie redemptorystów. Również w strukturach ukraińskiej eparchii Świętej Rodziny w Londynie działa jedna parafia sprawująca liturgię w obrządku bizantyjsko-białoruskim.